# Nik Tyler
Nik Tyler (* 25. April 1984 als Nicholas W. Gould  in New York City) ist ein US-amerikanischer Schauspieler, sowie Filmregisseur, Filmproduzent und Drehbuchautor, überwiegend von Kurzfilmen.

## Leben
Nik Tyler wurde 1984 als Nicholas W. Gould in New York City geboren. Er ist der Sohn des Filmproduzenten und Emmy-Preisträger Lewis H. Gould und der Schauspielerin Elle Tyler. Nik Tyler besuchte die New York University und machte seinen Abschluss im Bereich Film an der Tisch School of the Arts. Er ist Veganer.
Tyler begann als Kinderdarsteller 1991 in der Fernsehserie The Days & Nights of Molly Dodd als Sohn der Hauptdarstellerin, verkörpert durch Blair Brown. Im selben Jahr spielte er das erste Mal in Law & Order mit, dass vierte und letzte Mal im Jahr 2000. Dabei verkörperte Tyler verschiedene Rollen. Als Andy Rodriguez sah man ihn in der kurzlebigen Fernsehserie Conviction für zwei Folgen, die nach 13 Episoden wegen geringen Einschaltquoten wieder eingestellt wurde. In dem Serienuniversum von Law & Order spielte er des Weiteren in dem Ableger Law & Order: Special Victims Unit (2007) mit. Im Jahr 2009 folgten Auftritte in Emergency Room – Die Notaufnahme und CSI - Den Tätern auf der Spur. In dem Horrorfilm Tötet Katie Malone (2010) erhielt Tyler eine Rolle als Student und war dabei neben Katy Townsend und Dean Cain zu sehen. 
Nik Tyler verfasste die Drehbücher zu den Kurzfilmen I Will Follow You into the Dark (2010), Ladies who Lunch (2011) und Party Girl (2012) und war neben dieser Tätigkeit auch als Regisseur und Produzent beteiligt.

## Filmografie (Auswahl)
- 1991: The Days & Nights of Molly Dodd (Fernsehserie, eine Folge)
- 1994–2000: Law & Order (Fernsehserie, vier Folgen)
- 2006: Conviction (Fernsehserie, zwei Folgen)
- 2007: Law & Order: Special Victims Unit (Fernsehserie, Folge 9x07 Erblindet)
- 2009: Emergency Room – Die Notaufnahme (ER, Fernsehserie, Folge 15x12 Im Schlaf)
- 2009: CSI – Den Tätern auf der Spur (Crime Scene Investigation, Fernsehserie, Folge 9x13 Frittiertes und Minze)
- 2010: Kilo (Kurzfilm)
- 2010: Tötet Katie Malone (Kill Katie Malone)
- 2010: I Will Follow You into the Dark (Kurzfilm)
- 2011: Ladies who Lunch (Kurzfilm)
- 2011: Melissa & Joey (Fernsehserie, Folge 1x17 Toledos nächstes Topmodel)
- 2011: 2 Broke Girls (Fernsehserie, Folge 1x05 Schuldenkrise)
- 2012: Party Girl (Kurzfilm)
- 2012: The Pretty Reckless' 'My Medicine' (Kurzfilm)